# Vatolla
Vatolla è una delle frazioni del comune di Perdifumo da cui dista circa 6 km e fa parte del Parco nazionale del Cilento, Vallo di Diano e Alburni.

## Storia
Il nome Vatolla deriva da Batulla, batus, parola che significa roco, pruno, per indicare una zona a tratti impervi, quindi "luogo di rovi". Le prime testimonianze scritte di Vatolla risalgono al 994 quando i principi longobardi di Salerno, Giovanni e Guaimario, donarono ad Andrea, abate di San Mango, alcuni beni. In questo documento Vatolla viene definita castelluccio, un piccolo insediamento fortificato sulla "Via di Lauriana". Tuttavia si pensa che già a partire dal primo periodo della dominazione longobarda (700-750), Vatolla sia stato uno di quei castelli che furono più volte smobilitati e fortificati nuovamente a seconda di quelle che erano le esigenze dell'ordinamento militare dei Longobardi. In seguito alla divisione amministrativa operata nel 1034 nel Gastaldato di Lucania, Vatolla fu compresa nel distretto del Cilento. Per molto tempo, Vatolla fu oggetto di numerosi trasferimenti, dalla badia di Cava fino al XIII secolo, ai Sanseverino, al re Ladislao di Durazzo per volere di papa Gregorio XII. Dal 1525, dopo la fellonia di Ferrante Sanseverino con la conseguente uscita del vicereame, Vatolla venne ceduto come feudo autonomo, alla cui proprietà si susseguirono prima i Del Pezzo e Griso, i Rocca e i duchi Vargas Machuca, che ottennero il titolo di marchesi di Vatolla nel 1788, conservandolo fino all’abolizione del feudalesimo nel 1806. Fino al 1810 il paese era un comune autonomo, con un sindaco e 9 decurioni. Successivamente, una volta approvate le leggi murattiane fu aggregato al Comune di Perdifumo.
Vatolla è sempre stata famosa per la coltivazione e la produzione della cipolla, di cui il seme viene piantato verso metà gennaio e raccolto tra giugno e luglio.

## Geografia
Il paese è situato a 465 metri sul livello del mare e la sua popolazione conta circa 500 abitanti. Grazie alla sua posizione, tra il monte Stella e il mare, Vatolla gode di un clima ottimale che ne fa il luogo ideale per la coltivazione della cipolla. In questo paese castagni, olivi e macchia mediterranea la fanno da padroni. Si ipotizza che la posizione in cui sorge Vatolla sia stata scelta in quanto ottimale dove far sorgere un castello a guardia della vallata del Testene, di fronte al castello di Camilla.

## Luoghi di interesse
Il centro abitato di Vatolla conserva quasi intatte le caratteristiche tipiche dei borghi medievali, con i suoi vicoli tortuosi e le stradine che attraversano il borgo nella sua interezza. Alcuni luoghi d'interesse sono:
- Palazzo Vargas Machucha
- Chiesa Madonna delle Grazie
- Cappella di San Nicola
- Il Mulino
- Convento della Madonna della Pietà

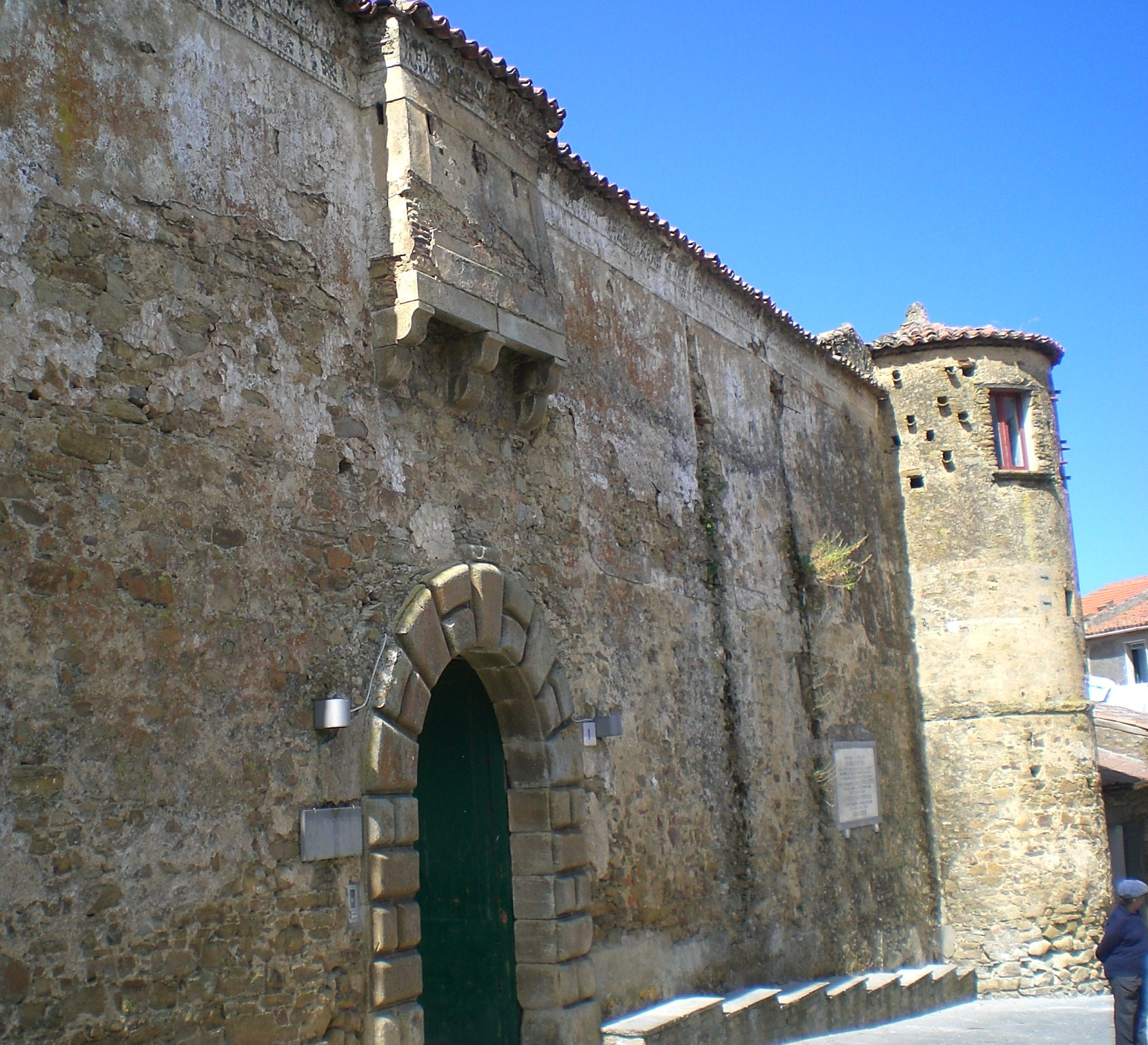
Castello Vargas, portone d'ingresso

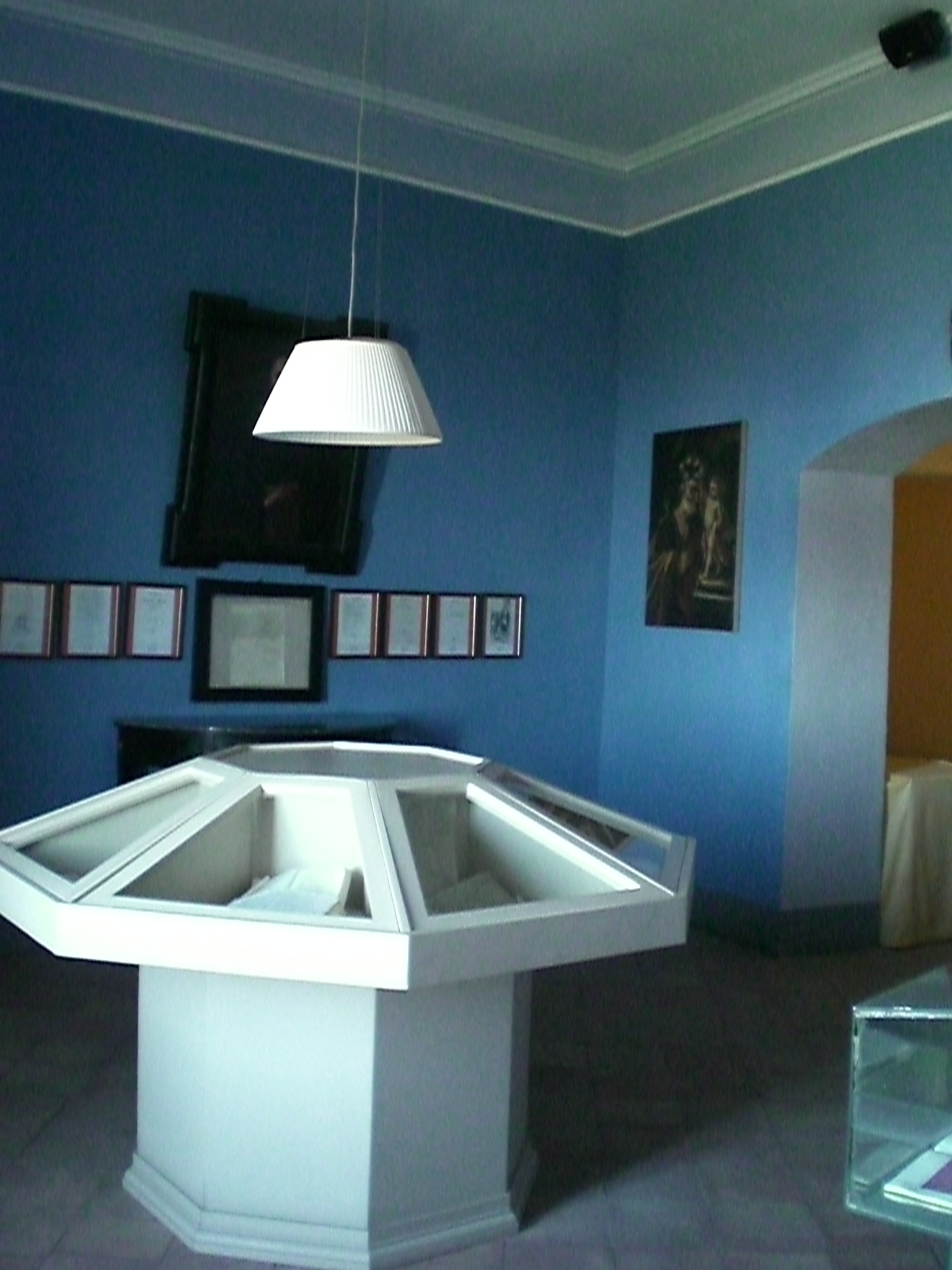
Interni

## Cultura

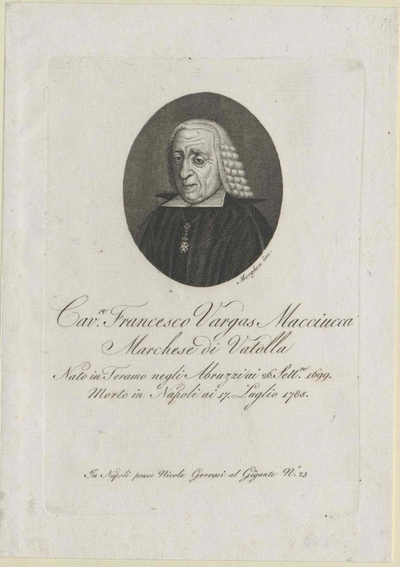
Francesco Vargas Machuca

Nonostante le ridotte dimensioni, Vatolla è stato sempre un centro caratterizzato da fervide iniziative culturali. La storia di questo piccolo centro è in parte legata alle diverse famiglie nobili che vi hanno soggiornato. Quando un ramo della famiglia Ventimiglia si stabilì a Vatolla nel 1652 si mostrò subito attenta al territorio e alle sue tradizioni anche promuovendo autori cilentani poco conosciuti tra cui Nicola Bammacaro, Antonio Cagnano, Donato Antonio De Marinis e Nicola Carrano. Alcuni membri stessi della casata furono autori di opere che prediligevano argomenti meridionali tra cui Francesco Antonio Ventimiglia con il Commento agli statuti principali del Cilento e Il Cilento illustrato.
Il palazzo Vargas Machuca fu eretto dove in età longobarda si trovava la sede del rappresentante dell'abbazia di San Mango e in seguito dei Sanseverino, detentori della baronia del Cilento dal 1110. La struttura subì numerosi cambiamenti dovuti all'avvicendarsi di diversi proprietari e solo a partire dal XVII secolo con l'arrivo dei baroni Rocca essa non subì ulteriori modifiche anche dopo l'arrivo della famiglia Vargas Machuca di cui oggi il palazzo porta il nome. Nel 1767 Ferdinando IV nominò Francesco Vargas Machuca marchese di Vatolla. Oggi è sede della Fondazione Giambattista Vico; il filosofo napoletano infatti studiò giurisprudenza seguendo le volontà di suo padre ma pare che cercasse sempre di allontanarsi da questi ambienti. In una libreria napoletana incontrò il vescovo d'Ischia, monsignore Gerolamo Rocca, che gli chiese di fare da precettore ai suoi nipoti, figli di Domenico Rocca, in un castello del Cilento. Il soggiorno a Vatolla (1686-1695) fu una tappa importante per la sua formazione tanto da definire questa fase un periodo di "autoperfezionamento" anche grazie alla possibilità di accedere alla biblioteca del convento di S. Maria della Pietà, poi passata alla famiglia Ventimiglia e soffermandosi soprattutto su Platone, Tacito, S. Agostino, Grozio, Botero, Bodin. La biblioteca privata della famiglia Ventimiglia, che comprendeva numerosi testi rari, fu donata nel 1973 all'Università di Salerno.
La chiesa di Santa Maria delle Grazie risale al 1019 e pare sia sorta su un tempio dedicato al culto di Bacco; si notino infatti le immagini di Pan, Dioniso, Bacco e Sileno ai lati della facciata.
Il convento di Santa Maria della Pietà risale al 1619 quando i francescani modificarono la struttura della cappella della Pietà al cui interno era conservato un affresco ritenuto miracoloso dalla popolazione.